# Misericórdia (Lisbona)
Misericórdia è una freguesia del Portogallo e un quartiere della città di Lisbona. Conta 9 658 abitanti (2021) e ricopre un'area di 2,19 km². La freguesia è nata in seguito all'accorpamento delle freguesias di Encarnação, Mercês, Santa Catarina, São Paulo, più una piccola parte della freguesia di Santa Justa, determinato dalla riforma amministrativa del 2012.

## Monumenti e luoghi d'interesse
- Bairro Alto
- Cais do Sodré
- Praça Luís de Camões
- Largo do Chiado
- Praça do Príncipe Real
- Museu de São Roque
- Miradouro de Santa Catarina
- Igreja de Nossa Senhora da Encarnação
- Igreja de Nossa Senhora de Jesus
- Igreja de Santa Catarina
- Elevador da Glória
- Elevador da Bica
- Chiesa di San Rocco, in Largo Trindade Coelho.